# 奧里奧爾海灘 (佛羅里達州)
奧里奧爾海灘（英語：Oriole Beach）是位於美國佛羅里達州聖羅薩縣的一個人口普查指定地區。

## 地理
奧里奧爾海灘的座標為30°22′26″N 87°05′29″W / 30.37389°N 87.09139°W，而該地最高點為海拔高度0米（即0英尺）。

## 人口
根據2010年美國人口普查的數據，奧里奧爾海灘的面積為0.30平方千米，當中陸地面積為0.00平方千米，而水域面積為1420平方千米。當地共有人口500人，而人口密度為每平方千米1,666人。